# فرودگاه سورستوکن استورد
فرودگاه سورستوکن استورد (به انگلیسی: Stord Airport, Sørstokken) (به زبان بومی: Stord lufthavn, Sørstokken) یک فرودگاه همگانی مسافربری با کد یاتا SRP است که یک باند فرود آسفالت دارد و طول باند آن ۱۴۶۰ متر است. این فرودگاه در کشور نروژ قرار دارد و در ارتفاع ۴۹ متری از سطح دریا واقع شده است.

## شرکت‌های هواپیمایی و مقصدهای پروازی
| شرکت‌های هواپیمایی    | مقصدهای پروازی |
| -------------------- | -------------- |
| Danish Air Transport | گاردرموئن اسلو |